# Дмитрий Васильевич (князь заозерский)

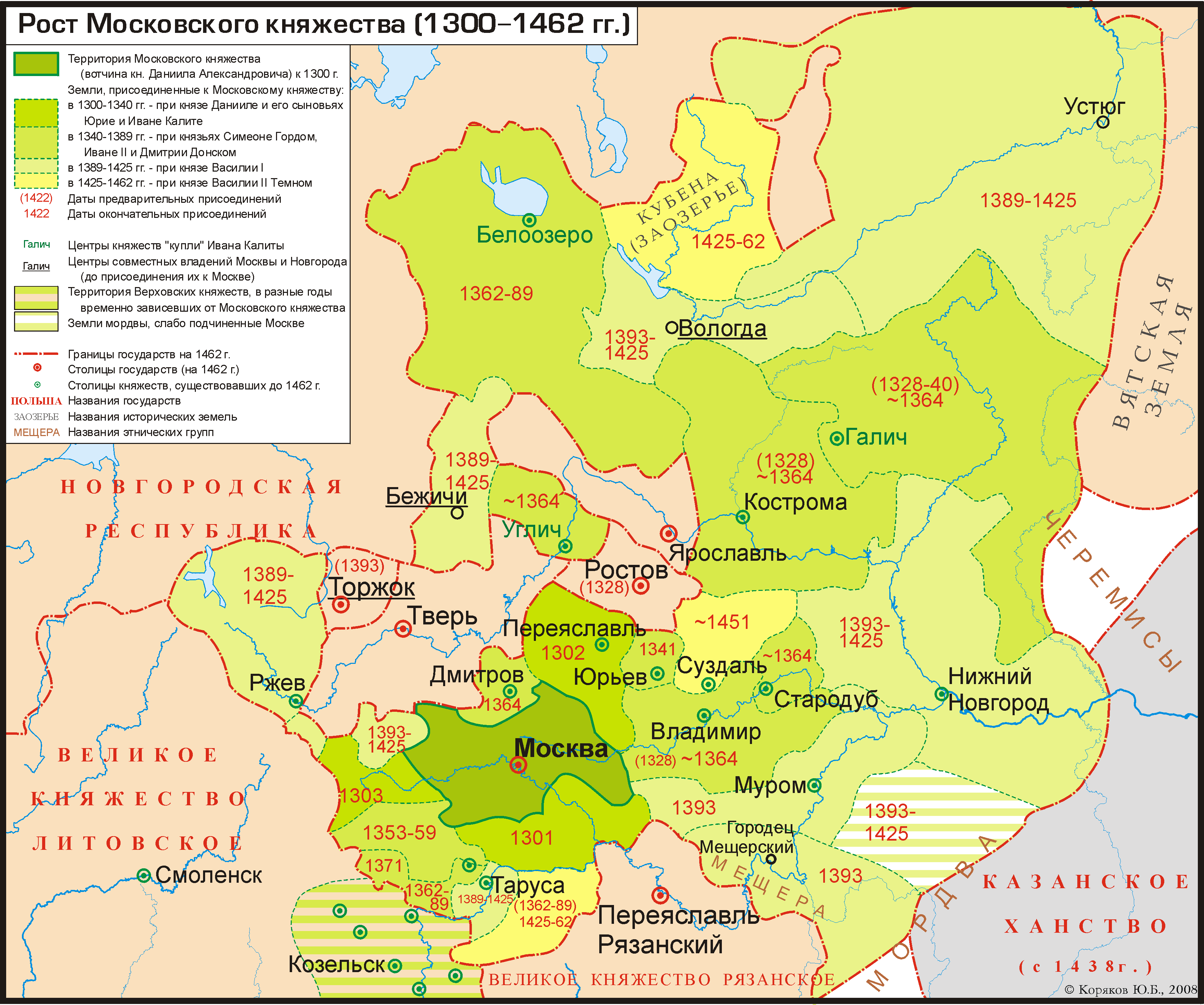
Расширение Московского княжества в 1300—1462 годах. Заозерье вверху.

Дмитрий Васильевич прозвищем Меньшой — канонизированный удельный князь Заозерский, живший в промежутке между 1380 и 1440 годами.
Основные сведения о Дмитрии Васильевиче сохранились в Типографской и Ермолинской летописях, житиях преподобных Дионисия Глушицкого, Александра Куштского и Иоасафа Каменского.
Четвёртый сын владетельного Ярославского князя Василия Васильевича, XVII колено от Рюрика. По смерти отца (между 1380 и 1410) получил во владение Заозерье — область за озёрами Белое, Кубенское, Воже и Лача по реке Кубена. Заозерское княжество представляло мир сёл и деревень и не имело жилого места, которое можно было бы назвать городом в тогдашнем экономическом и административном смысле этого слова. Согласно житию Иоасафа Каменского, княжеский двор князя Дмитрия стоял в селе Устье на реке Кубене при впадении её с юго-востока в Кубенское озеро; подле был храм святого Димитрия Солунского, вероятно, князем же и построенный в честь своего ангела; в стороне от княжеского двора «весь» Чиркова, которая вместе с ним служила приходом этого храма: «весь же зовома Чиркова к нему прихожате».
В 1400 году Дмитрий Васильевич дал разрешение преподобному Дионисию на создание Глушицкого монастыря на Кубенском озере, прислал людей для помощи в строительстве. Он, а особенно жена его, Мария, вместе с его братом Семёном, князем Новленским, помогли в период между 1418 и 1425 годом преподобному Александру основать Успенский монастырь на реке Куште, дав «потребная» и снабжая продовольствием. Обе обители получили от князя вклады: сёла, деревни и земельные угодья, а также книги (в частности, Евангелие-апракос) и иконы. Позже, когда княгиня Мария тяжело заболела, она просила преподобного Александра молитв о выздоровлении, но тот ответил, что болезнь смертельна, и советовал ей по-христиански приготовится к смерти.
В 1400—1420-х годах Дмитрий Васильевич в числе других ярославских князей принимал участие на стороне великого князя Василия I в ряде войн с Великим княжеством Литовским и нижегородско-суздальскими князьями.
В 1435 году князь Дмитрий, союзный с князем Дмитрием Шемякой, а значит, в то время и с Василием II, хотел помешать князю Василию Косому попасть в Новгород через Заозерье. Но Василий Косой разбил около села Устья войско во главе с сыном Дмитрия Фёдором, который спасся бегством. «…Много же людей заозерян на том бою избьено бысть», — отметил летописец. После Василий взял в плен на Волочке княгиню Марью, с дочерью и с снохами, а также «имение его все взяв». Зимой 1436 года Дмитрий Васильевич выдал единственную дочь свою, Софью, за князя Дмитрия Юрьевича Шемяку.
В договоре, заключённом 13 июня 1436 года, Шемяка добивался от Василия II помощи в возвращении захваченного в Заозерье Василием Косым «приданого», выделенного ему Дмитрием Васильевичем по своему завещанию («душевной грамоте») — очевидно, к этому времени Заозерский князь уже был мёртв. Согласно Ростовскому соборному синодику 1642 года, Дмитрий Васильевич был убит в Устюге, возможно, весной 1436 года, когда Василий Косой в очередной раз захватил Устюг и казнил сторонников Василия II. Согласно поздним спискам Жития Иоасафа Каменского, Дмитрий Васильевич был убит в Ярославле татарами, там же и похоронен.
У Дмитрия Васильевича были сыновья: Фёдор, удельный князь Заозерский, умер бездетным; Семён, ставший через брак с Марией, дочерью князя Ивана Дмитриевича Дея, князем Кубенским, родоначальник князей Кубенских; Андрей, ставший иноком Иоасафом Каменским. Из-за родства с поверженным Дмитрием Шемякой в 1447 году Фёдор Дмитриевич был лишён Заозерья, которое Великий князь Московский Василий II Тёмный разделил между верейским князем Михаилом Андреевичем и можайским князем Иваном Андреевичем; а Семён Дмитриевич — Кубены.
Князь Дмитрий и княгиня Мария почитались как родители преподобного Иоасафа Каменского, житие которого упоминает об их благочестии, влиянии на воспитание сына. Имя Дмитрия Васильевича было внесено в синодики ряда ростово-ярославских и вологодских церквей и монастырей, память местно чтилась в день его тезоименитства — 26 октября. Канонизированы (включены в Собор Вологодских святых) Вологодским епископом Иннокентием (Борисовым) в 1841 году.

## В культуре
- Является персонажем романа Николая Полевого «Клятва при гробе Господнем. Русская быль XV века» (1832);